# Bundeswahlleiter

Logo der Bundeswahlleiterin

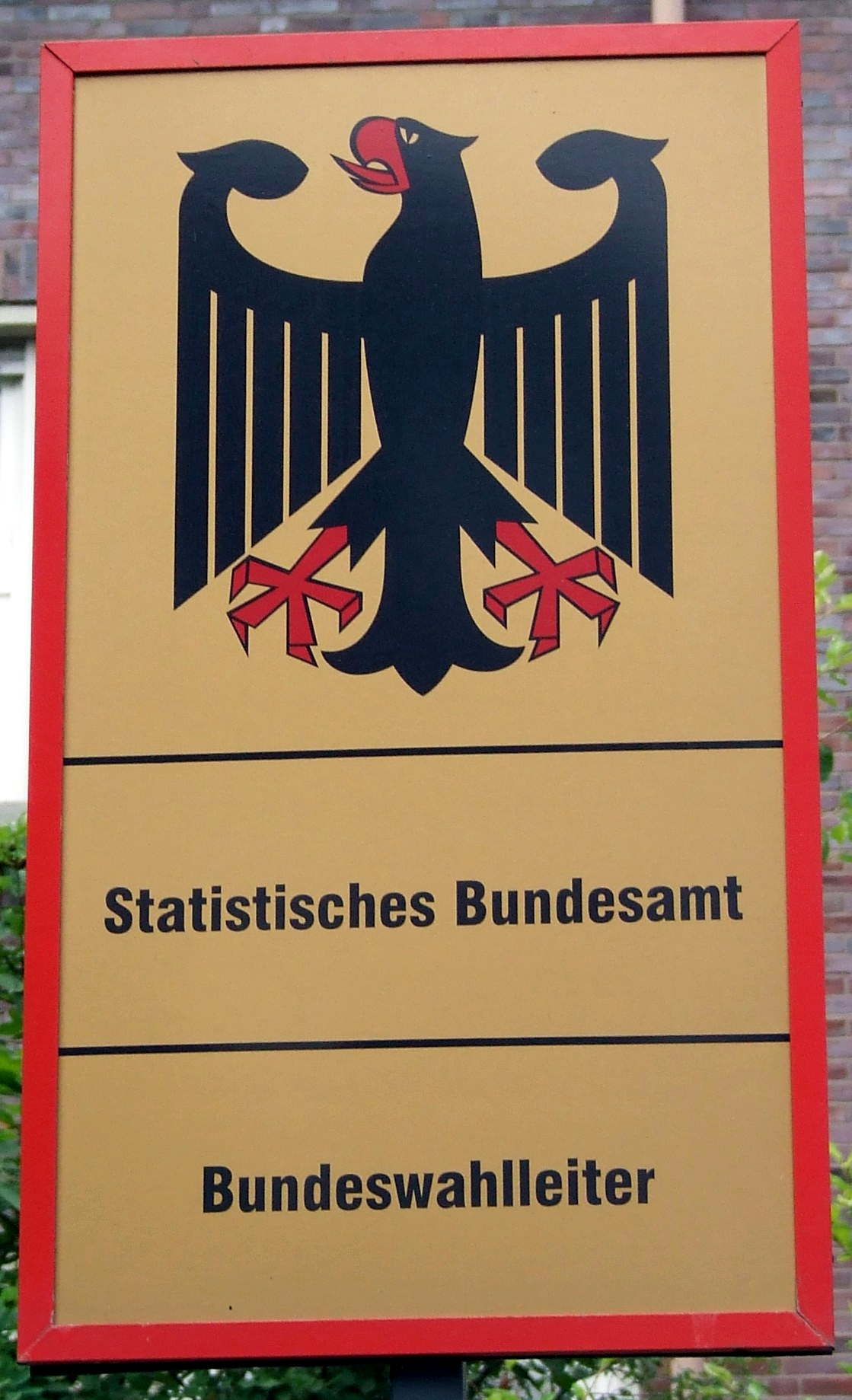
Behördenschild des Bundeswahlleiters und des Statistischen Bundesamtes

Der Bundeswahlleiter organisiert und überwacht die politischen Wahlen und Wahlvorbereitungen in Deutschland auf Bundesebene, namentlich sind das die Wahlen zum Deutschen Bundestag und die Wahlen zum Europäischen Parlament auf dem Gebiet der Bundesrepublik Deutschland. Er und sein Stellvertreter werden vom Bundesminister des Innern auf unbestimmte Zeit ernannt (§ 9 Abs. 1 BWahlG). Traditionell übernimmt der Präsident des Statistischen Bundesamtes mit Sitz in Wiesbaden das Amt des Bundeswahlleiters; seit dem 1. Januar 2023 ist Ruth Brand Bundeswahlleiterin.

## Aufgaben
Der Bundeswahlleiter ist eines von mehreren Wahlorganen, die mit der Vorbereitung und Durchführung der Bundestagswahlen beauftragt sind. Zusammen mit dem Bundeswahlausschuss ist er für das gesamte Wahlgebiet zuständig. Der Bundeswahlleiter ist Vorsitzender des Bundeswahlausschusses. Wahlorgane sind weisungsungebundene Einrichtungen gesellschaftlicher Selbstorganisation. Der Bundeswahlleiter ist bei der Wahrnehmung seiner Aufgaben – ebenso wie die übrigen Wahlorgane – nicht an Weisungen gebunden, sondern an die gesetzlichen Vorschriften. Gegenüber den anderen Wahlorganen steht ihm kein Weisungsrecht zu.
Hauptaufgabe des Bundeswahlleiters ist die Überwachung der ordnungsgemäßen Durchführung der Wahl unter Einhaltung der gesetzlich vorgegebenen Fristen und Termine – von der Vorbereitung bis hin zur Veröffentlichung der endgültigen Wahlergebnisse.
Eine der Aufgaben dabei ist die Entgegennahme und Prüfung von Beteiligungsanzeigen von politischen Vereinigungen, die im Deutschen Bundestag oder in einem Landtag seit der letzten Wahl nicht aufgrund eigener Wahlvorschläge ununterbrochen mit mindestens fünf Abgeordneten vertreten sind. Das Ergebnis seiner Vorprüfung legt der Bundeswahlleiter dem Bundeswahlausschuss vor. Dieser entscheidet, welche politische Vereinigung für die anstehende Wahl als Partei anzuerkennen ist.
Des Weiteren hat der Bundeswahlleiter noch folgende Aufgaben:
- Bildung des Bundeswahlausschusses und Vorsitz in diesem
- Bekanntgabe der Entscheidungen des Bundeswahlausschusses
- Überwachung der Entscheidungen der Kreiswahlausschüsse über die Zulassung oder Zurückweisung von Kreiswahlvorschlägen mit Beschwerderecht beim Landeswahlausschuss
- Entgegennahme und Prüfung der Beschwerden gegen die Entscheidung der Landeswahlausschüsse
- Erfassung und Abgleich der eingetragenen wahlberechtigten Deutschen im Ausland
- Überprüfung der Wahlbewerberinnen und -bewerber auf unzulässige Doppelkandidaturen
- Ermittlung und Bekanntgabe des vorläufigen Wahlergebnisses im Wahlgebiet
- Vorbereitung der abschließenden Feststellung des endgültigen Ergebnisses der Landeslistenwahl durch den Bundeswahlausschuss
- Bekanntgabe des endgültigen Wahlergebnisses im Wahlgebiet
- Überprüfung der Wahl auf ihre Ordnungsmäßigkeit[2]

Neben der Vorbereitung und Durchführung der Bundestags- und Europawahlen gehört auch die Führung der Unterlagensammlung politischer Parteien und Vereinigungen zu den Aufgaben des Bundeswahlleiters. Die Parteien sind verpflichtet, ihm Satzung, Programm sowie die Namen der Vorstandsmitglieder der Partei und der Landesverbände mit Angabe ihrer Funktion mitzuteilen.
Das Amt des Bundeswahlleiters wurde 1953 eingeführt. Bei der Bundestagswahl 1949 oblag die Durchführung der Wahl den Landeswahlleitern, die Bekanntgabe des amtlichen Ergebnisses erfolgte durch den Vorsitzenden der Ministerpräsidentenkonferenz (Christian Stock).

## Übersicht aller Bundeswahlleiter
Die Präsidenten des Statistischen Bundesamtes sind zugleich Bundeswahlleiter.
1. Gerhard Fürst, von 1953 bis 1964
2. Patrick Schmidt, von 1964 bis 1972
3. Hildegard Bartels, von 1972 bis 1980
4. Franz Kroppenstedt, von 1980 bis 1983
5. Egon Hölder, von 1983 bis 1992
6. Hans Günther Merk, von 1992 bis 1995
7. Johann Hahlen, von 1995 bis 2007
8. Walter Radermacher, von 2007 bis 2008
9. Roderich Egeler, vom 1. August 2008 bis 30. September 2015[5]
10. Dieter Sarreither, vom 2. Oktober 2015 bis 31. Oktober 2017
11. Georg Thiel, 1. November 2017[6] bis 31. Dezember 2022
12. Ruth Brand, seit 1. Januar 2023